# Werner Rügemer
Werner Rügemer (Amberg, Alemanya, 1941) és un comentarista, professor i escriptor alemany. Ell es descriu com un "filòsof-intervencionista".

## Biografia
Rügemer és originari de la regió alemanya Alt Palatinat i va realitzar els seus estudis primaris i secundaris en Brendlorenzen/Rhön, Bad Neustadt an der Saale i Berchtesgaden. Els seus estudis universitaris de Ciència Literària, Filosofia i Economia els va absoldre a Múnic, Tübingen, Berlín i París. El 1979 va finalitzar el seu doctorat a la universitat de Bremen sobre el tema Antropologia filosòfica i crisi d'èpoques. Estudio sobre la relació entre la crisi general del capitalisme i el fonament antropològic de la Filosofia prenent com a exemple a Arnold Gehlen. Va ser co-fundador de la Neue Rheinische Zeitung el 1999.